# آسیاب میرزا اسماعیلی
آسیاب میرزا اسماعیلی مربوط به دوره قاجار است و در شهرستان استهبان، بخش مرکزی، ابتدای شرقی شهر ایج، باغهای بالای شهر، غرب آسیاب تنوره بلند واقع شده و این اثر در تاریخ ۲۷ بهمن ۱۳۸۷ با شمارهٔ ثبت ۲۴۷۳۰ به‌عنوان یکی از آثار ملی ایران به ثبت رسیده است.